# Alpini
Korpus alpinov ali alpincev (izvirno italijansko Corpo degli Alpini) so elitne gorske enote sprva Kraljeve, nato pa današnje Italijanske kopenske vojske. 
Alpini, ki so bili ustanovljeni leta 1872, danes predstavljajo najstarejšo aktivno gorsko pehoto na svetu. Njihova prvotna naloga je bila zaščita italijanske severne gorske meje s Francijo in Avstrijo. Pozneje pa so njihovo nalogo razširili še na mednarodno delovanje; tako so bili leta 1888 poslani v Afriko. Posebej so se odlikovali med triletno kampanjo prve svetovne vojne, ko so se v Alpah borili proti avstro-ogrskim Kaiserjäger in nemškemu Alpskemu korpusu. Med drugo svetovno vojno so alpini primarno delovali na področju Jugoslavije, Balkana in na vzhodni fronti. Trenutno alpini sodelujejo v Natovi misiji ISAF v Afganistanu. 
Prav tako so poznani po svojem pokrivalu (t. i. Cappello Alpino) in nošnji peres na pokrivalih. Tako navadni alpini na levi strani pokrivala nosijo eno črno vranje pero, podčastniki in častniki do vključno s činom stotnika nosijo rjavo orlovo pero in častniki nad činom stotnika so sprva nosili belo orlovo pero, sedaj pa belo gosje pero.

## Zgodovina
Leta 1871 je stotnik Giuseppe Perrucchetti napisal članek Considerazioni su la difesa di alcuni valichi alpini e proposta di un ordinamento militare territoriale della zona alpina (Predlogi za obrambo nekaterih gorskih prelazov in predlog za regionalno vojaško organizacijo alpske cone) za italijanski vojaški zbornik Rivista Militare Italiana, v katerem je predlagal ustanovitev posebnega teritorialnega področja in samostojnih čet gorskih vojakov na Tirolskem, katere bi rekrutirali iz lokalnega prebivalstva in bi bili zadolženi za obrambo tega goratega področja. Njegov članek je prebral tudi takrat minister za vojno Italije, general Cesare Francesco Ricotti Magnani, ki je podprl idejo. Tako je bil 15. oktobra 1872 izdal kraljevi ukaz o ustanovitvi Čet alpinskega okrožja (Compagnie Distrettuali Alpine), kar predstavlja začetek današnjega Korpusa alpinov. Perucchetti pa ni nikoli prevzel poveljstva alpinov.
Prvotno je bilo ustanovljenih 15 čet, nakar so to povečali na 36, dokler niso leta 1878 ustanovili 10 alpinskih bataljonov. Leta 1882 so ustanovili prve alpinske polke in sicer je do leta 1887 bilo ustanovljenih 7 polkov s 22 bataljoni. Tik pred prvo svetovno vojno je bil leta 1909 ustanovljen še osmi polk, tako da je korpus med vojno obsegal 88 alpinskih bataljonov. Leta 1919 so ustanovili še deveti polk. Leta 1926 so bile ustanovljene tri alpinske brigade in leta 1933 še četrta, ki so bile leta 1935 preoblikovane v divizije. Istega leta so ustanovili še 11. in 12. alpinski polk ter 5. alpinsko divizijo. Med drugo svetovno vojno so ustanovili še šesto divizijo, nakar pa so bile septembra 1943 ukinjene vse divizije.

## Današnja struktura
COMALP
- Poveljstvo alpinskih enot - COMALP:[3]
  -  Podporni bataljon COMALP
  -  Alpinski šolski center
    -  6. alpinski polk

  -  4. alpinski padalski polk
  -  Poveljstvo divizije Tridentina
  -  Alpinska brigada Taurinense:
    -  Podporni bataljon
    -  2. alpinski polk
    -  3. alpinski polk
    -  9. alpinski polk
    -  1. alpinski artilerijski polk
    -  32. alpinski inženirski polk

  -  Alpinska brigada Julia:
    -  Podporni bataljon
    -  5. alpinski polk
    -  7. alpinski polk
    -  8. alpinski polk
    -  3. alpinski artilerijski polk
    -  2. alpinski inženirski polk

Kot del drugih poveljstev
- -  2. alpinski artilerijski polk
  -  2. alpinski komunikacijski polk
  -  24. alpinski manevrski polk